# اچ‌ام‌اس تاچم (ام۲۷۹۰)
اچ‌ام‌اس تاچم (ام۲۷۹۰) (به انگلیسی: HMS Thatcham (M2790)) یک کشتی بود. این کشتی در سال ۱۹۵۷ ساخته شد.